# 菊池聡
菊池 聡（きくち さとる、1963年 - ）は、日本の認知心理学者。信州大学人文学部教授。

## 来歴
埼玉県出身。京都大学教育学部卒業、京都大学大学院教育学研究科博士課程単位取得退学。人がオカルトや超常現象を信じ込む際に、それと知らずに陥りがちな認識上の錯誤について、一般向けに平易に説いた著作を複数刊行している。Japan Skeptics監査委員。

## 3た論法
「3た論法」を提唱した。例えば「幸運のお守りを身に付けた、良いことが起きた、ゆえにお守りに効果があった」という誤った論法のことである。偶然の体験が疑似科学に陥るきっかけになってしまうと警鐘を鳴らした。

## 著作

### 図書
- 菊池聡 著、坂野登 編『脳と教育　心理学的アプローチ』朝倉書店、1997年2月25日、11頁。ISBN 978-4-254-52013-2。
- 『思い込みを生む「体験」のあやうさ　超常現象をなぜ信じるのか』講談社〈ブルーバックス B-1229〉、1998年9月20日。ISBN 4-06-257229-X。
- 『世紀末を科学する　予言の心理学』KKベストセラーズ、1998年8月5日。ISBN 4-584-18349-X。
- 菊池聡 著、井上智義 編著 編『視聴覚メディアと教育方法　認知心理学とコンピュータ科学の応用実践のために』北大路書房、1999年3月、23頁。ISBN 4-7628-2131-4。
- 『人はなぜオカルトにひかれるのか　超常現象の心理学』平凡社〈平凡社新書028〉、1999年12月15日。ISBN 4-582-85028-6。
- 菊池聡 ほか執筆 著、川崎勝、平川秀幸 編著 編『ハイテク社会を生きる』北樹出版、2003年4月。ISBN 4-89384-881-X。
- 菊池聡 著「第7回　人はなぜ「あんなこと」を信じてしまうのか」、瀬名秀明 編『科学の最前線で研究者は何を見ているのか』日本経済新聞社、2004年7月。ISBN 4-532-16468-0。
- 菊池聡 著、井上智義 編『視聴覚メディアと教育方法 Ver.2　認知心理学とコンピュータ科学の応用実践のために』北大路書房、2006年3月、39-57頁。ISBN 4-7628-2491-7。
- 菊池聡 ほか執筆 著、高石浩一、谷口高士 共編 編『心理学実習　基礎編』培風館、2006年12月、74-81頁。ISBN 4-563-05701-0。
- 菊池聡 著「第9章 問題商法とクリティカルシンキング」、子安増生、西村和雄 編『経済心理学のすすめ』有斐閣、2007年12月、189-213頁。ISBN 978-4-641-17336-1。
- 『「自分だまし」の心理学』祥伝社〈祥伝社新書121〉、2008年7月24日。ISBN 978-4-396-11121-2。
- 菊池聡 述 著「心の危機を乗り越える「自分だまし」の技術を」、モーニング編集部、朝日新聞社 編著 編『自分の人生を見つめなおす　ドラゴン桜公式副読本　16歳の教科書 番外編　40歳の教科書NEXT』講談社、2011年4月21日。ISBN 978-4-06-216894-6。
- 菊池聡 述 著「疑似科学という信念と錯誤」、鈴木貴之 編『南山大学社会倫理研究所設立三十周年記念講演集　脳科学とどうつきあうか』南山大学社会倫理研究所、2011年3月。
- 菊池聡 著「疑似科学をめぐる懐疑的・批判的思考法」、楠見, 孝、子安, 増生、道田, 泰司 編『学士力と社会人基礎力の基盤形成　批判的思考力を育む』有斐閣、2011年9月。ISBN 978-4-641-17380-4。
- 『なぜ疑似科学を信じるのか　思い込みが生みだすニセの科学』化学同人〈DOJIN選書 048〉、2012年10月20日。ISBN 978-4-7598-1348-7。
- 『より良い思考の技法―クリティカル・シンキングへの招待―』放送大学教育振興会、2023年3月20日。ISBN 978-4-595-32384-3。

### 共著
- 菊池聡 著、子安増生、山田富美雄 編『ニューメディア時代の子どもたち』有斐閣〈有斐閣選書〉、1994年7月。ISBN 4-641-18216-7。
- ASIOS、菊池聡・山津寿丸『検証　予言はどこまで当たるのか』文芸社、2012年10月15日。ISBN 978-4-286-13144-3。

### 編著・共編著
- 谷口高士、宮元博章 共編著『こころの科学入門　不思議現象なぜ信じるのか』北大路書房、1995年4月25日。ISBN 4-7628-2032-6。
- 木下孝司 共編著『不思議現象　子どもの心と教育』北大路書房、1997年10月。ISBN 4-7628-2089-X。
- 『錯覚の科学』放送大学教材、2014年4月。
- 『改訂版 錯覚の科学』放送大学教材、2020年3月20日。

### 日本語版編集委員
- ロバート・T・キャロル『懐疑論者の事典』 上、小久保温・高橋信夫・長澤裕・福岡洋一 訳、楽工社、2008年10月2日。ISBN 978-4-903063-12-6。 - 日本語版編集委員：小内亨・菊池聡・菊池誠・高橋昌一郎・皆神龍太郎、原タイトル：The skeptic’s dictionary.
- ロバート・T・キャロル『懐疑論者の事典』 下、小久保温・高橋信夫・長澤裕・福岡洋一 訳、楽工社、2008年10月2日。ISBN 978-4-903063-13-3。 - 日本語版編集委員：小内亨・菊池聡・菊池誠・高橋昌一郎・皆神龍太郎、原タイトル：The skeptic’s dictionary.

### 翻訳
- E・B・ゼックミスタ、J・E・ジョンソン『クリティカルシンキング　入門篇　あなたの思考をガイドする40の原則』宮元博章・道田泰司・谷口高士・菊池聡 訳、北大路書房、1996年9月。ISBN 4-7628-2061-X。
- E・B・ゼックミスタ、J・E・ジョンソン『クリティカルシンキング　実践篇　あなたの思考をガイドするプラス50の原則』宮元博章・道田泰司・谷口高士・菊池聡 訳、北大路書房、1997年9月。ISBN 978-4-7628-2093-9。
- T・シック・ジュニア、L・ヴォーン『クリティカルシンキング　不思議現象篇』菊池聡・新田玲子 訳、北大路書房、2004年9月。ISBN 4-7628-2407-0。 - 原タイトル：How to think about weird things.（3rd ed.,抄訳）